# 2012年什切科齐内火车相撞事故
2012年什切科齐内火车相撞事故发生于当地时间3月3日21时左右，波兰南部西里西亚省什切科齐内附近的铁路线上，一列正常行驶的从普热梅希尔开往华沙的客运列车与一列行驶轨道错误的从华沙开往克拉科夫的客运列车迎头相撞。发生相撞的两列火车共有10节车厢，乘客约350人。事故发生后，450多名救援人员、近100辆救护车和3架直升机迅速抵达现场，连夜进行救援。目前已有16人遇难，58人受伤。
3月4日上午，波兰总统布罗尼斯瓦夫·科莫罗夫斯基抵达事故现场后表示，在事故现场救援工作结束后，将宣布进行全国哀悼。波兰内务部长亚采克·齐霍茨基当日表示，这次火车相撞事故是波兰22年来发生的最严重的列车事故。